# 藪下泰司
藪下 泰司（やぶした たいじ、男性、1903年2月1日 - 1986年7月15日）は、記録映画の撮影、日本のアニメーション映画監督・演出・企画、アニメーション制作の教育者。大阪府北河内郡四条村（現 大東市）生まれ。東京美術学校写真科卒業。略字の薮下、本名の藪下 泰次と表記することも多い。代表作に『白蛇伝』等がある。映画監督の高橋玄は孫。

## 来歴
東京美術学校写真科卒業後、1925年松竹株式会社撮影所現像部を経て、1927年文部省社会教育局で映画製作設備を創設。そこでツェッペリン号飛来時の無声記録短編映画等を代表とする、文化・記録映画製作を約40本ほど担当し、記録映画畑を歩む。
戦時体制が解けた後の1947年、山本善次郎が設立する日本動画株式会社（1948年1月創立）で、初めてアニメーション作品の制作に参加。撮影、演出、脚本等を手がける。
所属していた日本動画は、1952年に日動映画株式会社と商号を代え、1956年東映株式会社に買収されて東映動画株式会社（現・東映アニメーション）となるが、そこでも引き続き演出を担当。短編アニメ映画『こねこのらくがき』（1957年東映教育映画部）等を手がける。続いて、それまで長篇アニメーション制作ノウハウが日本になかった時代に、東映動画が取り組んだ日本初の長編総天然色漫画映画（長篇カラーアニメーション）『白蛇伝』（1958年）の演出を務め、興行的にも成功。以後の東映動画黎明期のアニメーション長篇作品の演出を連続して担う。
『ひょっこりひょうたん島』（1967年）の興行的不振を受け、東映動画の演出部門から退くが、後に『日本漫画映画発達史漫画誕生』、『日本漫画映画発達史アニメ新画帖』を制作。同作品では、政岡憲三、大藤信郎、久里洋二、山本早苗、岡本忠成、川本喜八郎ら、日本のアニメーションの創成期、戦前・戦後のアニメーションの重要作品とその歴史を紹介。特に晩年は、日動映画時代から親交のあった森康二とともに、アニメーション制作者の育成・教育にあたり、アニメーションについての、現場の実状に即した体系的な文献等を複数著し、後進の育成に尽力した。

## 略歴
- 1903年　大阪府北河内郡四条村(現大東市)生まれ。
- 1925年　東京美術学校写真科卒業。松竹株式会社撮影所現像部へ。
- 1927年　文部省社会教育局庶務課映画制作部で映画製作設備を創設。
- 1947年　日本動画株式会社に参加。
- 1956年　東映動画株式会社の創立に参加。
- 1969年　日本動画株式会社で2本映画を制作。
- 1970年　東京デザイナー学院、東京写真専門学校講師を担当。
- 1986年　死去。享年83。

## 参加作品リスト

### 実写作品
- 1929『世界一周飛行 ツエッペリン伯号』（無声・白黒）　文部省（撮影）
- 1931『隅田川』（無声・白黒）　文部省（撮影）
- 1938『國民皆泳』（白黒）　東宝映画（撮影） 他

### アニメーション作品
- 1948『トラちゃんと花嫁』　日本動画（撮影）
- 1948『ポッポやさん のんき駅長の巻』　日本動画映画（撮影）
- 1949『ポッポやさん のんき機関士』　日本動画映画 （制作・撮影）
- 1949『動物大野球戦』　日本動画（演出）
- 1950『トラちゃんのカンカン虫』　日本動画（撮影）
- 1952『お天気学校』　東宝教育映画部＝日本動画社（脚本）
- 1952『兎と亀の決勝戦』　日動映画（演出・作画）
- 1954『子うさぎものがたり』　日動映画（脚本）
- 1954『かっぱ川太郎』　三井芸術（作画演出）
- 1955『うかれバイオリン』　日動映画 （演出・脚本）
- 1956『一寸法師』　日動映画（演出・脚本）
- 1956『黒いきこりと白いきこり』　日動映画（演出）
- 1957『こねこのらくがき』　東映教育映画部（演出）
- 1957『ハヌマンの新しい冒険』　東映（演出）
- 1958『白蛇伝』　東映動画（監督・演出・脚本）
- 1959『少年猿飛佐助』　東映動画（演出）
- 1960『西遊記』　東映動画（演出）
- 1961『安寿と厨子王丸』　東映動画（演出）
- 1962『アラビアンナイト・シンドバッドの冒険』　東映動画（演出）
- 1963『わんわん忠臣蔵』　東映動画（監修）
- 1965『ガリバーの宇宙旅行』　東映動画（監修）
- 1965『宇宙パトロールホッパ（宇宙ッ子ジュン）』　東映動画部（演出[1]）
- 1967『少年ジャックと魔法使い』　東映動画（演出）
- 1967『ひょっこりひょうたん島』　東映動画（演出）
- 1968『人のくらしの百万年 マニ・マニ・マーチ』　東映商事（演出）
- 1968『サイボーグ009』　東映（演出）
- 1971『日本漫画映画発達史（戦前篇）漫画誕生』　日本動画 （企画・演出）
- 1973『日本漫画映画発達史（戦後篇）アニメ新画帖』　日本動画（企画・演出）

## 著書
- 映画論講座第3巻 映画の創造（共著、合同出版、「10.アニメーションの基礎」を収録）
- アニメーション原論（東京デザイナー学院出版局/東京写真専門学校出版局）
- アニメーションの本 動く絵を描く基礎知識と作画の実際（共著、アニメ6人の会編著、合同出版、ISBN 9784772600798）